# Витберг, Александр Лаврентьевич
Алекса́ндр Лавре́нтьевич Ви́тберг (швед. Carl Magnus Witberg, 15 (26) января 1787—12 (24) января 1855) — русский художник и архитектор шведского происхождения, автор проекта храма Христа Спасителя в Москве (не завершён), Александро-Невского собора в Вятке (1839—1864). Академик архитектуры, активный деятель петербургской масонской ложи «Умирающий сфинкс».

## Биография

### Детство и юность
Карл Магнус Витберг родился 15 (26) января 1787 года в Санкт-Петербурге в шведской семье.
Его отец, Лоренц (Лаврентий Самойлович) Витберг (1753—1834), шведский бюргер, переехал с женой — Анной-Елизаветой, урождённой Шпетер (1753—1829) — в Россию в 1779 году. Здесь он обосновался в столице и устроился на работу учителем в школе лейб-гвардии Преображенского полка. Был причислен к российскому дворянству в 1817 году. Имел владение в Можайском уезде — село Грибово.
Молодой Карл начал обучение в Горном корпусе, но в 1802 году он поступил в Академию художеств. Здесь он познакомился с Александром Лабзиным, вице-президентом Академии, а позже вступил в масонскую ложу «Умирающий сфинкс», мастером стула которой являлся Лабзин. Витберг получил все малые и большие золотые и серебряные награды Академии. В том числе, в 1807 году он получил золотую медаль за программу «Три отрока». В этом же году Карл окончил Академию, и остался работать в ней «пансионером для вояжирования». В 1808 году награждён золотой медалью за картину «Русская правда». Награждён большой золотой медалью Академии художеств (1809) за картину «Андромаха, оплакивающая Гектора». После этого Витберга назначили на должность помощника профессора Г. И. Угрюмова для обучения в натурном классе.

### Храм Христа Спасителя

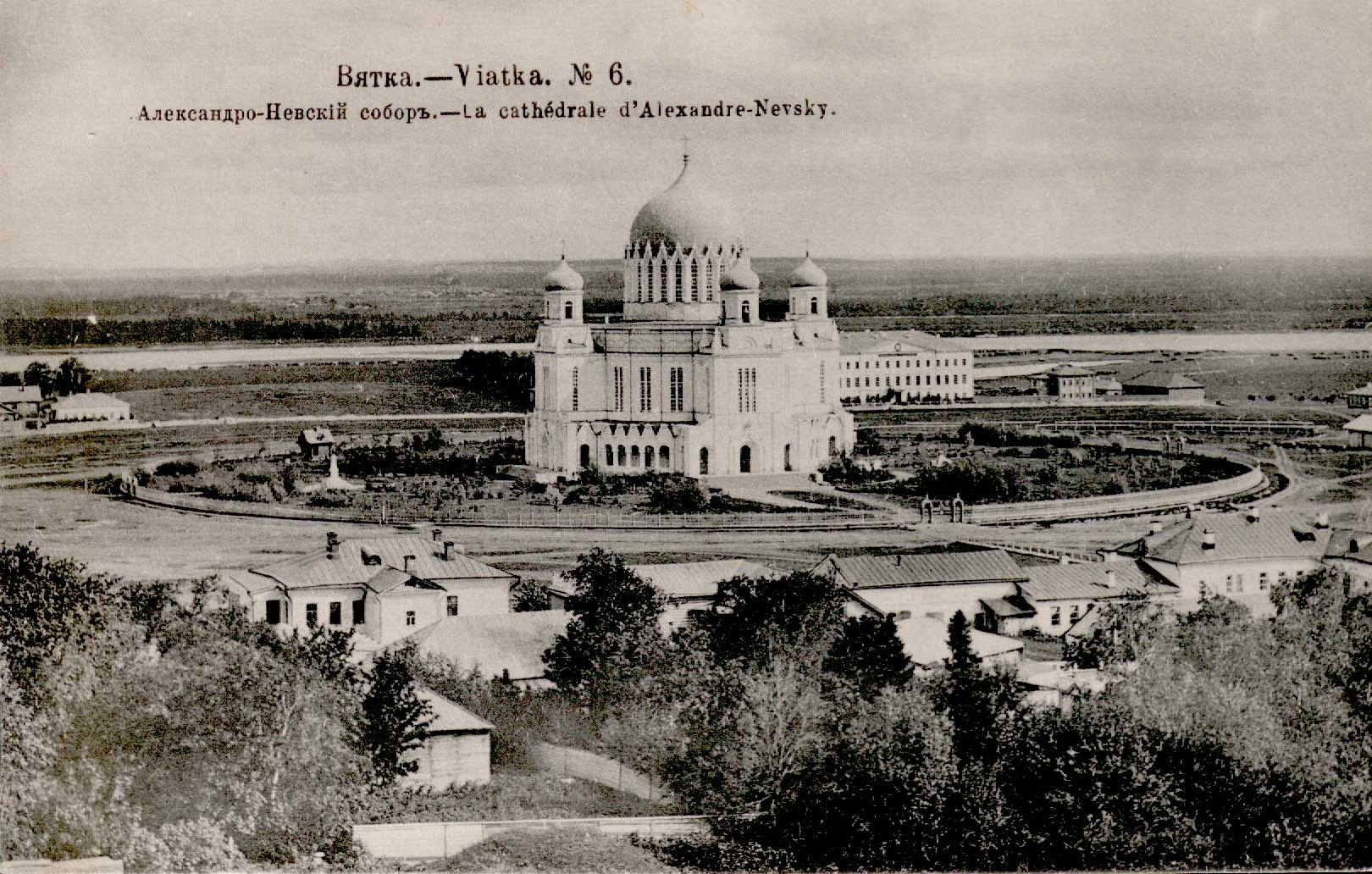
Александро-Невский собор в Вятке по проекту А. Л. Витберга закончен в 1864 г., уничтожен в 1937 г.

В 1813 году на время отпуска Витберг уехал в Москву, где занимался исполнением виньеток и картин на события 1812 года. Здесь он писал портреты особенно отличившихся в Отечественную войну, благодаря чему Карл познакомился со многими участниками тех событий. По совету князя Александра Николаевича Голицына, бывшего в ту пору министром просвещения, Витберг начал изучать зодчество.
В 1814 году был объявлен международный открытый конкурс на проект храма Христа Спасителя в Москве, задуманного Александром I ещё в 1812 году. Храм должен был увековечить великую победу русского народа в Отечественной войне, свои проекты на конкурс прислали многие видные архитекторы того времени. Из них император выбрал наиболее грандиозный, разработанный молодым Витбергом, никак не проявившим себя до этого в качестве архитектора. Он пригласил Карла к себе, и после презентации проекта храма сказал:
Я чрезвычайно доволен вашим проектом. Вы отгадали моё желание, удовлетворили моей мысли об этом храме. Я желал, чтобы он был не одна куча камней, как обыкновенные здания, но был одушевлён какой-либо религиозной идеей, но я не ожидал получить какое-либо удовлетворение, не ждал, что бы кто-то был одушевлён ею и потому скрывал своё желание. И вот я рассматривал до 20 проектов, в числе которых есть весьма хорошие, но все вещи самые обыкновенные, Вы же заставили камни говорить.

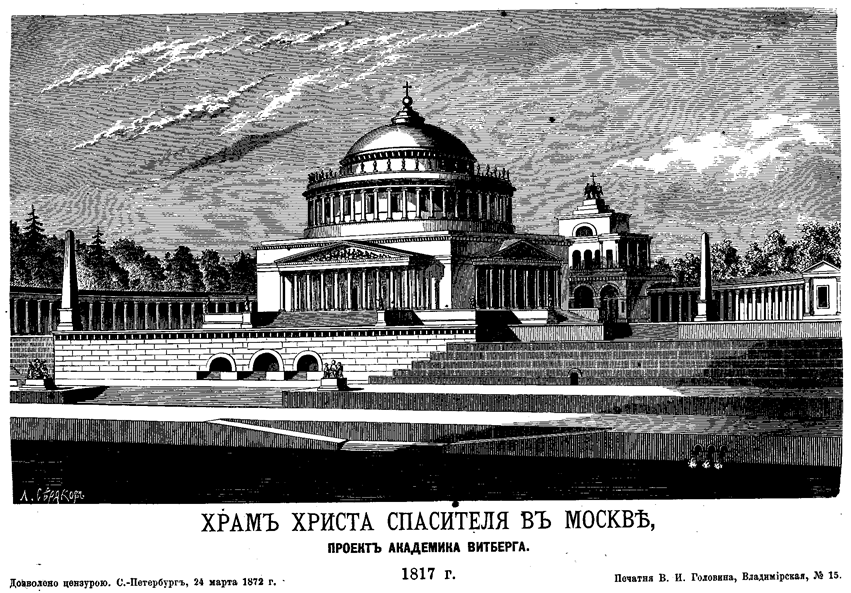
Проект Витберга

Витберг, близкий к мистицизму ещё со времён участия в масонской ложе, создал необычный проект огромного (втрое больше нынешнего) храма с пантеоном и колоннадой из 600 колонн. Храм должно было украшать трофейное оружие, захваченное в Отечественной войне, памятники монархам и видным полководцам. На строительство было выделено 16 млн казённых рублей, поступили значительные пожертвования от частных лиц.
Местом для строительства храма были выбраны Воробьёвы горы. Торжественная закладка состоялась 12 октября 1817 года, в пятую годовщину ухода французов из Москвы, церемония обошлась в 24 000 рублей. На ней присутствовал император Александр I, который вместе с членами императорской семьи отправился сюда крестным ходом после литургии в храме Тихвинской иконы Божией Матери в Лужниках. На открытие пришло около 400 000 москвичей (то есть почти все жители столицы в ту пору). Для строительства были собраны 20 000 подмосковных крепостных.

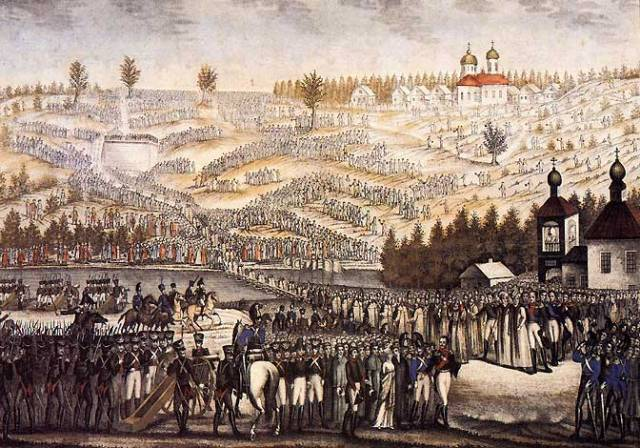
Закладка храма, 1817

В 1818 году отец Витберга получил дворянство Российской империи, а Карл принял православие. Восприемником Витберга стал сам Александр I, в честь своего покровителя Карл Магнус был наречён православным именем Александр.
В последующие семь лет строительство протекало вяло, а под конец и совсем остановилось. Выяснилось, что миллион рублей из денег, выделенных на строительство, расхищен. После смерти Александра I императором стал Николай I. По официальной версии, из-за ненадёжности почвы строительство храма остановлено. Руководители строительства, в том числе и Витберг, были обвинены в растратах и хищениях и отданы под суд. Судебное разбирательство затянулось, в 1835 году суд постановил оштрафовать обвиняемых на миллион рублей. За злоупотребление доверием императора Витберг был сослан в Вятку. Некоторые современники считали наказание несправедливым: казначей комиссии сооружения храма Христа Спасителя В. В. Берг указывал, что Витберг «оказался виноватым, будучи человеком редкой, высокой честности, который, конечно, не посягнул бы ни на одну казённую (да и никакую) копейку».

### Ссылка в Вятке
Слухи о том, что в Вятку сослан великий архитектор, пошли за несколько дней до прибытия Витберга. И в один из ноябрьских дней только что приехавший Витберг уже совершал прогулку по городу с вятским губернатором Кириллом Тюфяевым. Вот как описывает в своём дневнике происходящее будущий ученик Витберга, известный портретист Дмитрий Чарушин:
Слышу лавочников разговор: «от реки по Спасской улице губернатор с архитектором Витбергом идёт». Я немедленно выскочил из лавки на галерею и вижу такого великого знаменитого человека, идущего посреди дороги. Приближаясь, поровнялись с лавками и шли, продолжая путь. Лавочники и народ раскланивались губернатору и великому архитектору. Кланялись и губернатор, и Витберг. Губернатор в чёрном пальто с тростью, а г. Витберг в пальто серого цвета, и фуражка серая же, и трость в левой руке. С выражением роста, осанкою и движением манеров, величием натуральным, природным, скромностью освещённым мне показался Александр Лаврентьевич...
В Вятке Витбергу было запрещено работать на гражданской службе. Всё его имущество конфисковали по решению суда, и вплоть до второй половины марта 1836 года, когда из Петербурга приехала его семья, Витберг жил в доме З. Х. Леушиной на Московской улице в компании с другим ссыльным, Александром Герценом, с которым успел познакомиться по прибытии в Вятку. После воссоединения с семьёй, Витберг вместе с Герценом и семейством Прасковьи Петровны Медведевой занимают пустовавший бесхозный особняк Жмакина — Тиминцова — Евсюкова на Спасской.
Герцен писал о Витберге:

Середь уродливых и сальных, мелких и отвратительных лиц и сцен, дел и заголовков, в этой канцелярской раме и приказной обстановке вспоминаются мне печальные, благородные черты художника, задавленного правительством с холодной и бесчувственной жестокостью.

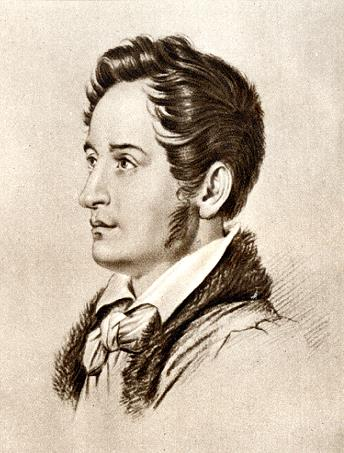
Портрет молодого Герцена, выполненный Витбергом

Смена обстановки плодотворно повлияла на Витберга, и он снова начинает заниматься творческой деятельностью. В числе его работ этого времени — проект Александро-Невского собора в Вятке. В этот период Витберг также создаёт один из лучших портретов молодого Герцена. Вскоре губернатор предлагает Витбергу сделать проект портала и ограды парадной стороны Александровского сада, и Витберг принимает предложение. Одновременно с ним проект был поручен и молодому губернскому архитектору А. Е. Тимофееву, оба проекта Тюфяев направляет на рассмотрение Министерства внутренних дел. Через 4 месяца приходит уведомление, что проекты рассмотрены главным управлением путей сообщения и публичных зданий, комиссия проектов и смет отдала предпочтение работе Витберга, но министр выразил сомнение, что в Вятке найдутся столь искусные мастера «дабы привести в действие означенные проекты». Министр порекомендовал выполнить типовую ограду по одному из «образцовых» проектов, но Тюфяев не принял рекомендаций петербургского начальства: «Построение будет производиться под руководством и наблюдением Витберга, и в искусных мастерах недостатка я не встречу». Убеждённость губернатора подействовала, проект был одобрен с поправкой, что ограда будет строиться без каменных столбов.

### Дальнейшая судьба
Только в 1840 году, по ходатайству Жуковского, А. Л. Витбергу было позволено вернуться в Петербург.
В Петербурге он жил в бедности, с большим семейством сначала в квартире сестры на Песках, потом в снятой здесь же квартире — около церкви Рождества по Таврическому саду, в доме Энгельсона.
В 1844 году выхлопотал пенсию 400 рублей, положенную ему по званию академика.
В 1851 году умерла жена Витберга — Евдокия Викторовна (в девичестве Пузыревская). После пожара, сгубившего большую часть его чертежей, его разбил паралич.
А. Л. Витберг умер 12 января 1855 года и был похоронен на Волковском кладбище. Надгробие утрачено в советские годы.

## Семья

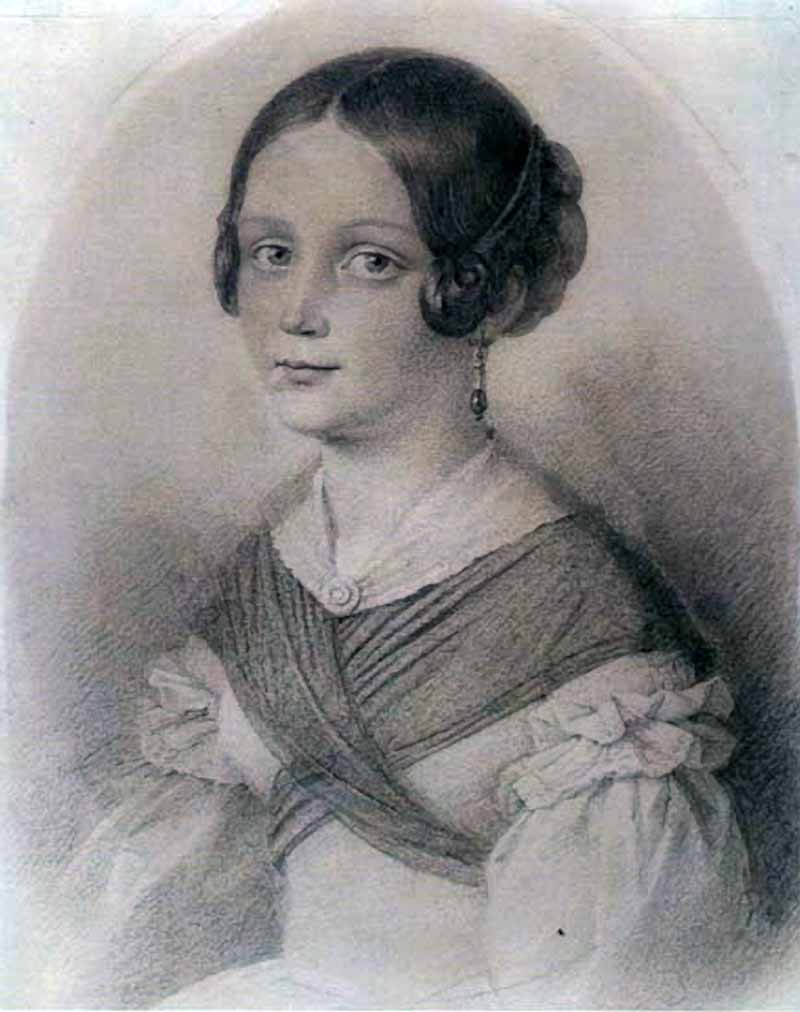
Евдокия Викторовна, 2-я жена

Был дважды женат, во время суда над Витбергом в 30-е годы, умерла его первая жена и отец.
- Жена с 20.07.1816 года Елизавета Васильевна Артемьева (ум. 1831). По проекту архитектора была построена церковь Троицы в имении жены.[10]

Дети:
- Пётр (1817—01.08.1818), умер в Москве, похоронен в Симоновом монастыре.
- Иван (16.06.1818— ?), родился в Москве.
- Вера (1819— ?), с 1840 года замужем за Голубевым.
- Александр
- Любовь (1829—1903)

- Жена с 6.02.1835 года Евдокия Викторовна Пузыревская (5.03.1814—19.11.1851), дочь дворянина Мстиславского повета, Могилёвской губернии.

Дети:
- Виктор (10.12.1835—?)
- Софья (1840—1913), в первом браке за Сергеем Петровичем Казначеевым, во втором — за доктором медицины Николаем Александровичем Арсеньевым (1846—1878), умер от брюшного тифа.
- Фёдор (1846—1919), литературовед, библиограф и педагог.

## Дом приёмов в Грозном
Нереализованный витберговский проект храма Христа Спасителя (1817), по заверению создателей, послужил источником вдохновения для культурного центра «Дом приёмов», который строится в Грозном с августа 2010 года. Под крышей «Дома приёмов» разместятся театральный, выставочный, банкетный и бальный залы, а также детская школа искусств.